# St. Benno (Bad Lauterberg)

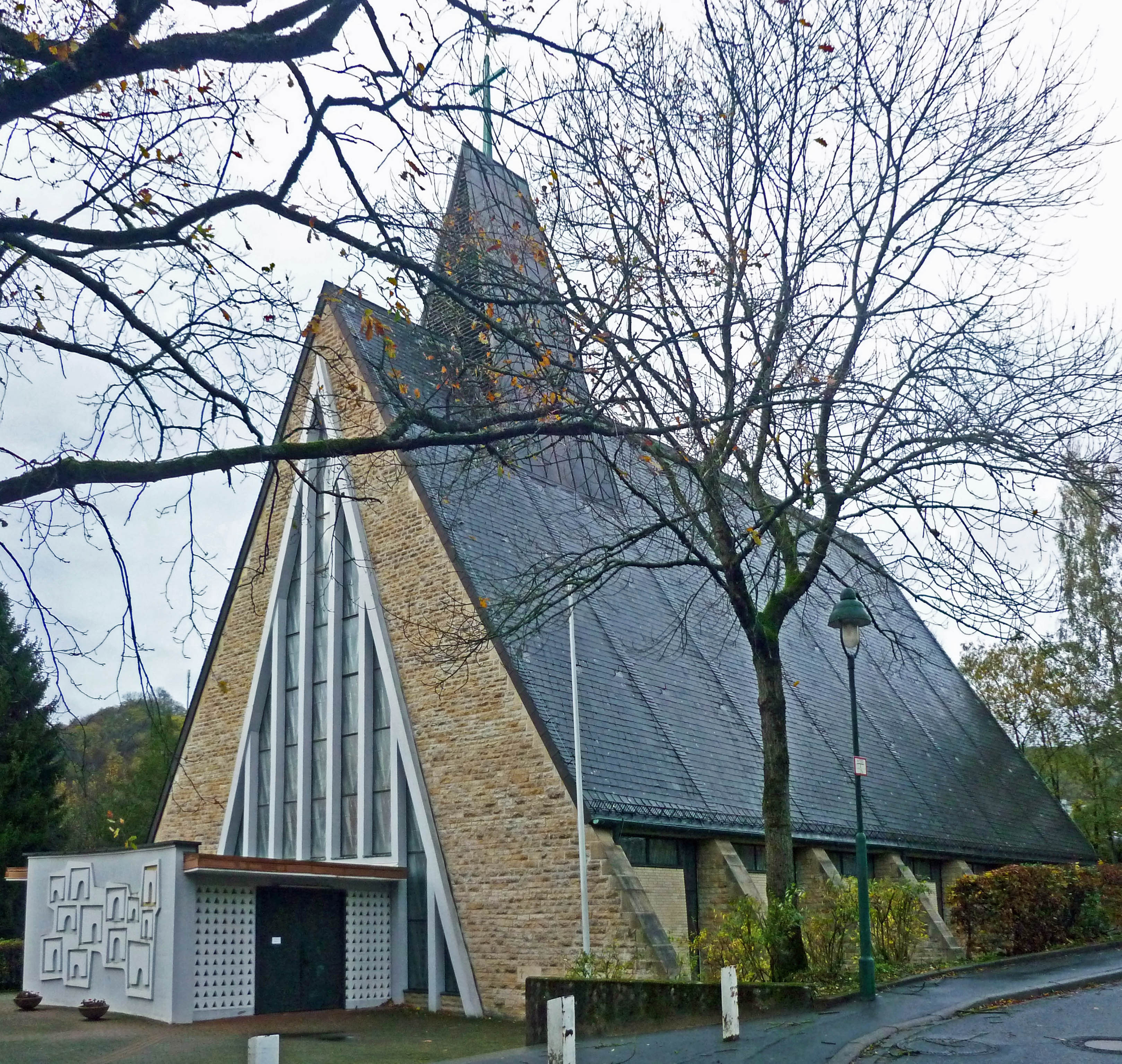
St.-Benno-Kirche

Die Kirche St. Benno ist die katholische Kirche in Bad Lauterberg im Harz, einer Stadt im Landkreis Göttingen in Niedersachsen. Die nach dem heiligen Benno von Meißen benannte Kirche befindet sich in der Straße Kirchberg 1–3, und ist eine Pfarrkirche im Dekanat Nörten-Osterode des Bistums Hildesheim.

## Geschichte
Im 16. Jahrhundert wurde die Bevölkerung im Harz durch die Einführung der Reformation evangelisch-lutherisch.
1903 erfolgte die Gründung des ersten katholischen Kirchbauvereins in Bad Lauterberg, er erwarb zwei Grundstücke auf dem Kirchberg. Die Katholiken in Bad Lauterberg gehörten damals zur Kirchengemeinde in Herzberg am Harz.
1920 wurde von der katholischen Kirche ein Gebäudekomplex angekauft, in dem zuvor das Alumnat „Haus Bartelsruh“ sowie die Hildaschule (Höhere Töchterschule) untergebracht waren. Noch im gleichen Jahr hielt Pastor Voß dort den ersten katholischen Gottesdienst. In diesem Gebäude, dem späteren St.-Benno-Stift, wurden zunächst eine katholische Kapelle und eine Kommunikantenanstalt eingerichtet. Dort fanden bis zur Einweihung der St.-Benno-Kirche die katholischen Gottesdienste statt. 1931 oder 1932 bekam der 1944 im Zuchthaus Brandenburg-Görden hingerichtete Priester Joseph Müller in Bad Lauterberg seine erste Pfarrstelle, seine Wohnung nahm er im St.-Benno-Stift. 1934 wurde Pastor Müller an die St.-Bonifatius-Kirche in Süpplingen versetzt, und durch politischen Druck der Kirchbauverein aufgelöst. Später wurde das Pfarrheim der St.-Benno-Gemeinde nach Müller benannt. Am 19. August 1943 wurde das St.-Benno-Stift von den nationalsozialistischen Machthabern beschlagnahmt.
Nach dem Zweiten Weltkrieg vergrößerte sich die Zahl der Katholiken auch in Bad Lauterberg durch den Zuzug von Flüchtlingen und Heimatvertriebenen aus den Ostgebieten des Deutschen Reiches. Am 1. August 1956 wurde in Bad Lauterberg eine selbstständige Kirchengemeinde eingerichtet, zu der damals rund 1700 Katholiken gehörten.
1961 erfolgte der erste Spatenstich für die St.-Benno-Kirche, und am 28. April 1963 folgte durch Bischof Heinrich Maria Janssen ihre Konsekration. 1963 wurde die nun von der Kirchengemeinde nicht mehr benötigte Kapelle im St.-Benno-Stift zu einem Speisesaal umgebaut. Am 1. Oktober 1965 erfolgte die Erhebung der Kirchengemeinde zur Pfarrei.
Seit dem 1. März 2004 gehört die St.-Benno-Kirche zum damals neu gegründeten Dekanat Nörten-Osterode, zuvor gehörte sie zum Dekanat Osterode. Seit dem 1. September 2010 gehören auch die katholischen Kirchen St. Josef in Bad Sachsa, Hl. Familie in Braunlage, St. Andreas in Sankt Andreasberg und Hl. Kreuz in Walkenried zur Pfarrgemeinde St. Benno. Am 28. Oktober 2021 erfolgte die Profanierung der St.-Andreas-Kirche in Sankt Andreasberg.

## Architektur und Ausstattung

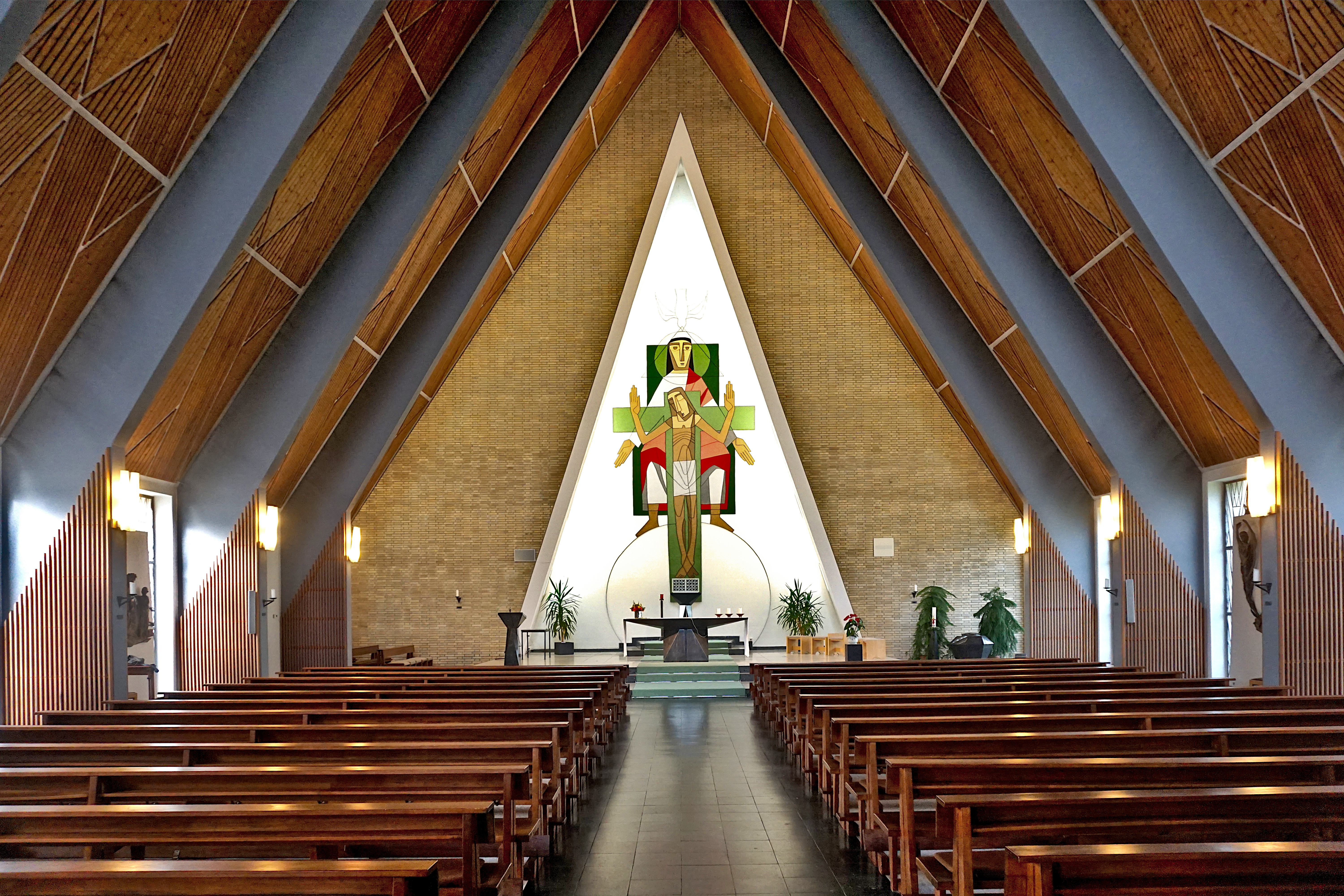
Inneres

Die von Josef Fehlig entworfene Kirche befindet sich in rund 302 Meter Höhe über dem Meeresspiegel, sie verfügt über einen kreuzbekrönten Dachreiter. Die künstlerische Ausstattung gestaltete Wilhelm Keudel (1913–1974) aus Salzgitter. Das Relief vor dem Haupteingang stellt die zwölf Tore des himmlischen Jerusalems dar, die Darstellung an der Rückwand hinter dem Altar den Gnadenstuhl. Der Kreuzweg ist ein Werk des Bildhauers Josef Hauke. Die Orgel wurde 1968 erbaut und 1975 erweitert.

## St.-Benno-Stift
Das Kneipp-Sanatorium St.-Benno-Stift, an der Ecke Kummelstraße/Lönsweg gelegen, wurde im Gebäude einer ehemaligen Kommunikantenanstalt eingerichtet. Am 19. Dezember 1965 erfolgte die Benediktion der Hauskapelle mit dem Patrozinium „Allerseligste Jungfrau Maria, Hilfe der Christen“. Nach fast 90-jährigem Bestehen wurde das in Trägerschaft der „Kongregation der Barmherzigen Schwestern vom hl. Vinzenz von Paul in Hildesheim“ befindliche Sanatorium Anfang 2010 geschlossen. Die geringer werdende Zahl der Ordensschwestern, die gestiegenen Betriebskosten und die, bedingt durch verschiedene Reformen im Gesundheitswesen, zurückgehende Auslastung des Hauses führten zur Schließung.
Noch im gleichen Jahr hat das Haus die katholische Ordensgemeinschaft Missionare Identes übernommen, um es für Veranstaltungen des Ordens zu nutzen. Dafür erfolgte im Juni 2010 die Gründung der „Bildungs- und Erholungsstätte St. Benno GmbH“, um das Haus als „Haus St. Benno“ zu betreiben.